# Głaz Piotra Majchrzaka
Głaz Piotra Majchrzaka – głaz pamiątkowy czczący pamięć ucznia technikum – Piotra Majchrzaka, zamordowanego przez ZOMO w 1982, zlokalizowany w Poznaniu, bezpośrednio przy kościele Najświętszego Zbawiciela przy ul. Fredry 11 w centrum miasta (Dzielnica Cesarska).
Pomnik, posadowiony z inicjatywy Teresy Majchrzak (matki Piotra), ma formę granitowego głazu narzutowego z umieszczonymi bezpośrednio na nim mosiężnymi literami (bez tablicy). Napis głosi: śp. Piotr Majchrzak. Żył lat 19. Zamordowany przez ZOMO 2 V 1982. Jeśli ludzie zamilkną kamienie wołać będą.
Projektantem pomnika był Józef Petruk, a odsłonięcie nastąpiło 29 sierpnia 1990. W uroczystości udział wzięli Teresa i Jerzy Majchrzakowie – rodzice patrona. Głaz został przygotowany do ekspozycji przez Zakład Kamieniarski Braci Grobelnych z Poznania. Fundatorami byli: Solidarność Walcząca i Partia Wolności. Pomnik stanął w przybliżonym miejscu śmierci Majchrzaka.